# Phyllergates
Phyllergates – rodzaj ptaków z podrodziny wierzbówek (Cettiinae) w obrębie rodziny wierzbówkowatych (Cettiidae).

## Rozmieszczenie geograficzne
Rodzaj obejmuje gatunki występujące w południowo-wschodniej Azji.

## Morfologia
Długość ciała 10–12 cm, masa ciała 6–7 g.

## Systematyka
Rodzaj zdefiniował w 1883 roku angielski zoolog Richard Bowdler Sharpe w publikacji własnego autorstwa poświęconej spisowi okazów wróblowych z kolekcji Muzeum Historii Naturalnej w Londynie. Gatunkiem typowym jest (oryginalne oznaczenie) krawczynek długodzioby (P. cucullatus).

### Etymologia
Phyllergates: gr. φυλλον phullon ‘liść’; εργατης ergatēs ‘pracownik’, od εργαζομαι ergazomai ‘pracować’.

### Podział systematyczny
Do rodzaju należą następujące gatunki:
- Phyllergates cucullatus (Temminck, 1836) – krawczynek długodzioby
- Phyllergates heterolaemus Mearns, 1905 – krawczynek żółtobrzuchy